# Pterocles exustus
Pterocles exustus là một loài chim trong họ Pteroclidae.